# Ligaria diabolica
Ligaria diabolica är en bönsyrseart som beskrevs av Max Beier 1969. Ligaria diabolica ingår i släktet Ligaria och familjen Mantidae. Inga underarter finns listade i Catalogue of Life.